# Althamburger Bürgerhaus

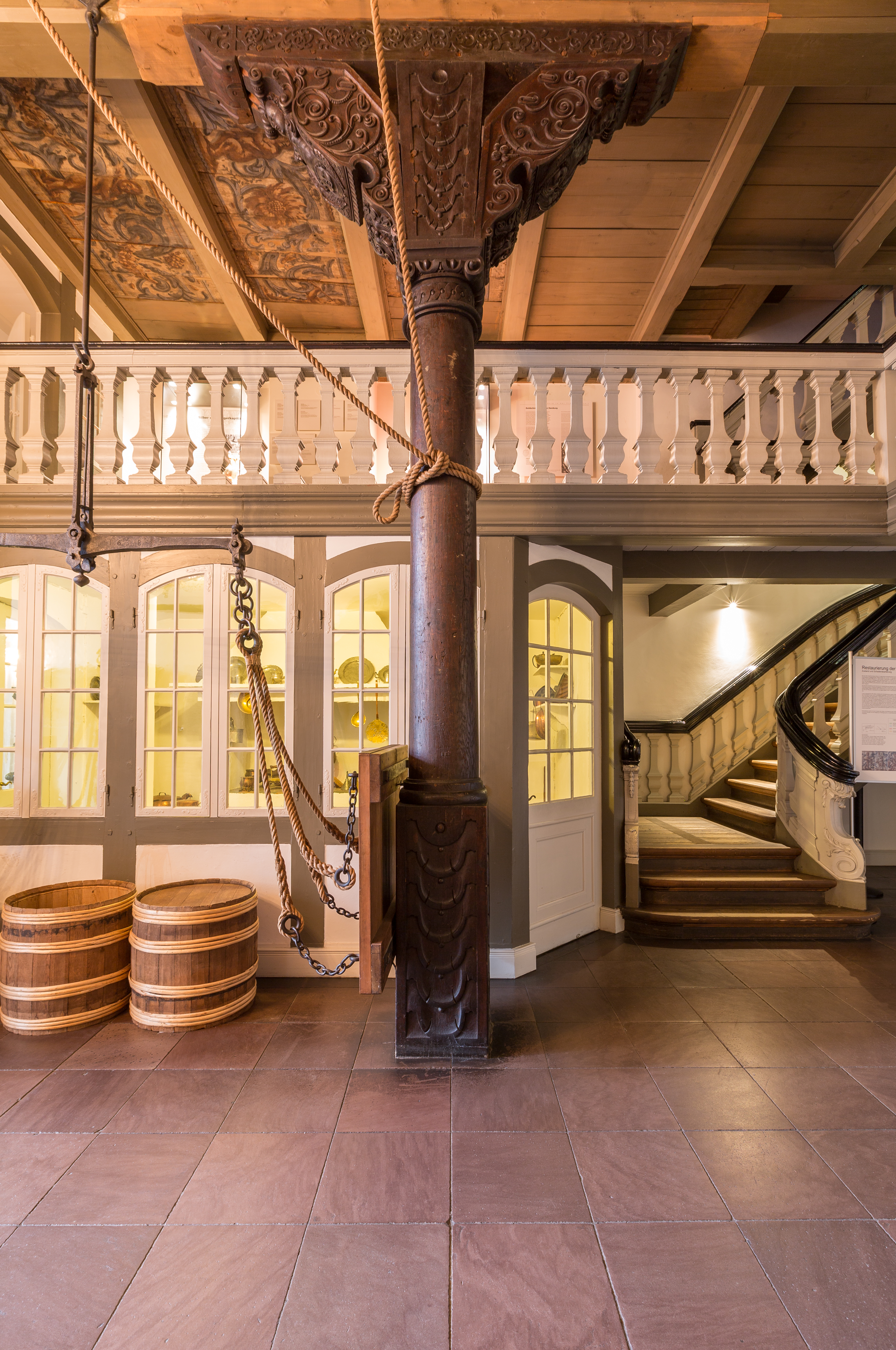
Rekonstruierte Kaufmannsdiele im Museum für Hamburgische Geschichte

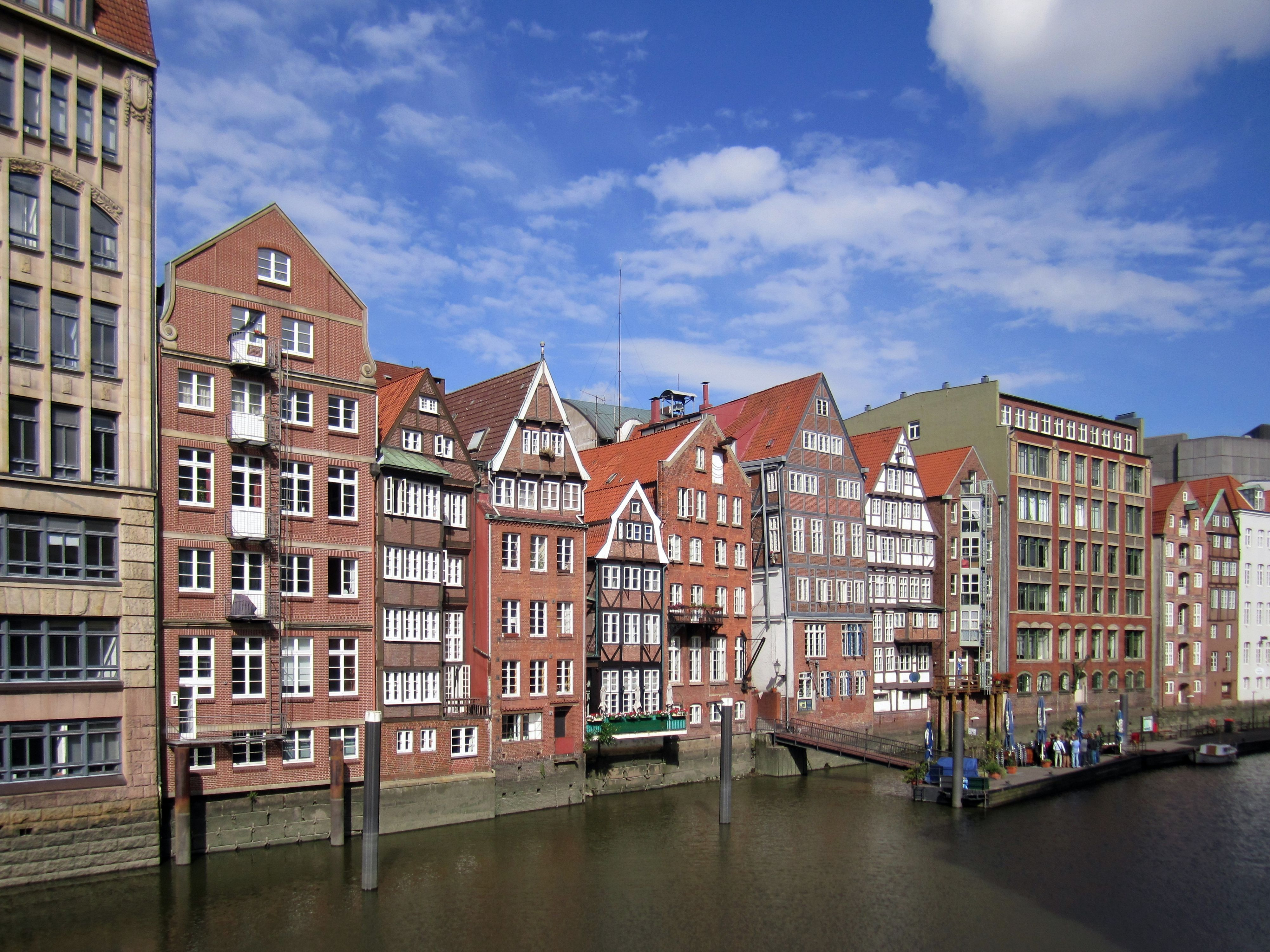
Außendeichhäuser in der Hamburger Deichstraße, Ansicht vom Nikolaifleet, ganz links am Bildrand ein Kontorhaus von 1910 (Haus der Seefahrt)

Das Hamburger Bürgerhaus, auch Althamburger oder Althamburgisches Kaufmannshaus, war ein in Hamburg vorherrschender Haustyp, der sich hier im 13. und 14. Jahrhundert entwickelte und bis ins 18. Jahrhundert gebaut wurde. Die Häuser waren gekennzeichnet durch eine hohe Diele im Zentrum und ihre langgestreckte Form, um zu Straße und Fleet zugleich Zugang zu erhalten. Zu Beginn des 19. Jahrhunderts existierten etwa 2000 dieser Häuser. Durch den Hamburger Brand von 1842, die Bombenangriffe von 1943 und den forcierten Stadtumbau in den Jahrzehnten dazwischen sind heute nur noch wenige dieser Häuser erhalten, zum Beispiel in der Deichstraße am Nikolaifleet. Diese sind im Innenraum jedoch meist so stark verändert, dass sich kaum noch Spuren der ursprünglichen Nutzung zeigen.
Die Häuser befanden sich vor allem an der Alstermündung, entlang der damals noch zahlreichen Fleete in der Stadt sowie auf den Inseln Cremon, Grimm, Kehrwieder und Wandrahm. In ihrer Grundanlage entsprechen sie dem Dielenhaus, das in den Hansestädten Lübeck, Bremen und Hamburg im Hochmittelalter entwickelt wurde. Die Häuser sind durch eine Zweiteilung in Wohn- und Arbeitsräume gekennzeichnet, die sich beide innerhalb des Hauses befinden. Die Grundstücke der Hamburger Altstadt besaßen schmale Fronten, waren aber sehr tief, um möglichst vielen Kaufleuten den direkten Zugang zum Wasser zu ermöglichen. Die Häuser standen eng gedrängt aneinander, normalerweise grenzten sie Mauer an Mauer. Nur vereinzelt gab es zwischen den Häusern schmale Fleetgänge, um auch Bewohnern der wasserabgewandten Grundstücke den Zugang zu ermöglichen.  
Die Grundstücke teilten sich üblicherweise in Vorderhaus, Hofflügel und Fleetspeicher und waren bis zu 50 Meter tief. Das Mittelhaus war dabei noch schmaler als Vorder- und Hinterhaus, um einen Hof und Garten zu ermöglichen, durch den Licht in die Häuser fallen konnte. 
Im Obergeschoss waren Speicher, die direkt an das Wasser (meistens Fleete) grenzten. Die Dielen waren meist zweigeschossig und mit einer Seilwinde versehen, sodass die Waren durch die Dielen auf den Speicher gehievt oder direkt auf Fuhrwerke und Karren verladen werden konnten. Die Diele war damit der zentrale Raum, in dem einerseits Waren gemustert und sortiert werden konnten, andererseits diente sie der Repräsentation und wurde für Feste und Empfänge genutzt. Seit dem 17. Jahrhundert entstanden reich geschmückte barocke Portale, Giebel und Innenräume. Diese orientierten sich hauptsächlich an Vorbildern aus den Niederlanden und insbesondere aus Amsterdam. Wohl keine andere große deutsche Stadt wie Hamburg war in dieser Zeit so sehr von niederländischen Baumeistern und Baustilen beeinflusst. 
Innerhalb des Althamburger Bürgerhauses entwickelten sich die Typen des Binnendeichhauses und des Außendeichhauses. Beide waren in der Aufteilung und Gestaltung ähnlich. Die Außendeichhäuser entstanden unter beengteren Bedingungen und besaßen im Normalfall weder Hofflügel noch Gärten. Außendeichhäuser entstanden ab dem 15. Jahrhundert, als die Bevölkerungszahl Hamburgs zunahm und man begann, auch jenseits der Deichlinien auf den Inseln Häuser zu bauen.
Nach dem Großen Brand von 1842 und verstärkt nach dem Bau der Speicherstadt ab 1880 wurden zahlreiche Bürgerhäuser abgerissen und durch den neuen Haustyp des Kontorhauses ersetzt.   